# Distrito de Langui
El distrito peruano de Langui es uno de los ocho distritos de la Provincia de Canas, ubicada en el Departamento de Cusco, bajo la administración del  Gobierno regional de Cuzco, Perú.

## Historia
El distrito fue creado mediante Ley del 29 de agosto de 1834, en el gobierno de Luis José de Orbegoso y Moncada.

## Geografía
Ubicada en una zona frígida, las temperaturas medias oscilan entre 8.6 °C. y 7.2 °C.

## Capital
La Capital del distrito es el poblado de Langui. La temporada más propicia para la visita de turismo es de abril a octubre.

## Autoridades

### Municipales
- 2019-2022[1]
  - Alcalde: Ing. Luis Vera Aragón, del Partido MOVIMIENTO ETNOCACERISTA REGIONAL DEL CUSCO (MERC).
  - Regidores: CAMILO ASTETE CABALLERO(MERC), FIDEL SUMIRE MAMANI (MERC), VIRGINIA HUAMANVILCA YAURI (MERC), JIGNACIO TEOFILO HERMOZA AQUINO (MERC), JULIAN SULLA SUMIRE (ALIANZA PARA EL PROGRESO).
- 2011-2014[2]
  - Alcalde: Hilarión Huver Esquivel Corrales, del Partido Restauración Nacional (RN).
  - Regidores: Carmen Antonia Quispe Huamaní (RN), Paulino Higidio Porcel Moscoso (RN), Juan Sumire Mamani (RN), Juan Cancio Huillca Ccansaya (RN), Zenón Anatolio Esquivel Vega (Movimiento Etnocacerista).
- 2007-2010
  - Alcalde: Dimas Braulio Esquivel Caballero. Harold tu si

## Festividades
- Febrero: Carnavales.
- Agosto: Fiesta de la virgen Asunta (patrona del distrito)
- Octubre: Chaccaraymi.